# Tubulidentata
Ordre
Famille
Genres de rang inférieur
- Orycteropus
- † Amphiorycteropus
- † Leptorycteropus
- † Myorycteropus

Les Tubulidentés (Tubulidentata) sont un ordre de mammifères placentaires afrothériens. Il ne comporte qu'une seule famille, les oryctéropodidés (Orycteropodidae), qui ne comporte qu'une seule espèce vivante: l'oryctérope du Cap (Orycteropus afer).

## Description
Une taille d'1,30 m, une tête très allongée se terminant par un groin, il a de grandes oreilles. Contrairement aux fourmiliers, la mâchoire comprend quelques molaires. Les pieds sont pourvus de quatre doigts en avant et le cinquième en arrière qui touchent tous le sol. Ils ont de fortes griffes qui englobent les doigts, contrairement aux griffes des autres Mammifères, ce qui les place dans les groupes des Ongulés.
La forme très caractéristique des dents a donné son nom au groupe dont les plus anciens fossiles connus datent de l'Oligocène inférieur. Ce sont des dents en colonne à croissance continue, sans émail, composées de nombreux prismes hexagonaux d'ivoire dont le centre est occupé par un canal pulpal. Les dents n'ont pas de racines.

## Classification
- Ordre Tubulidentata
  - Famille Orycteropodidae
    - Genre Orycteropus  G. Cuvier, 1798
      - Orycteropus afer  (Pallas, 1766) - Oryctérope du Cap
      - † Orycteropus crassidens MacInnes, 1956
      - † Orycteropus djourabensis Lehmann, Vignaud, Mackaye & Brunet, 2004

    - Genre † Amphiorycteropus Lehmann, 2009
      - † Amphiorycteropus abundulafus (Lehmann, Vignaud, Likius & Brunet, 2005)
      - † Amphiorycteropus browni (Colbert 1933)
      - † Amphiorycteropus depereti (Helbing, 1933)
      - † Amphiorycteropus gaudryi (Forsyth-major, 1888)
      - † Amphiorycteropus mauritanicus (Arambourg, 1959)

    - Genre † Leptorycteropus Patterson, 1976
      - † Leptorycteropus guilielmi Patterson 1976

    - Genre † Myorycteropus MacInnes, 1956
      - † Myorycteropus africanus MacInnes, 1956

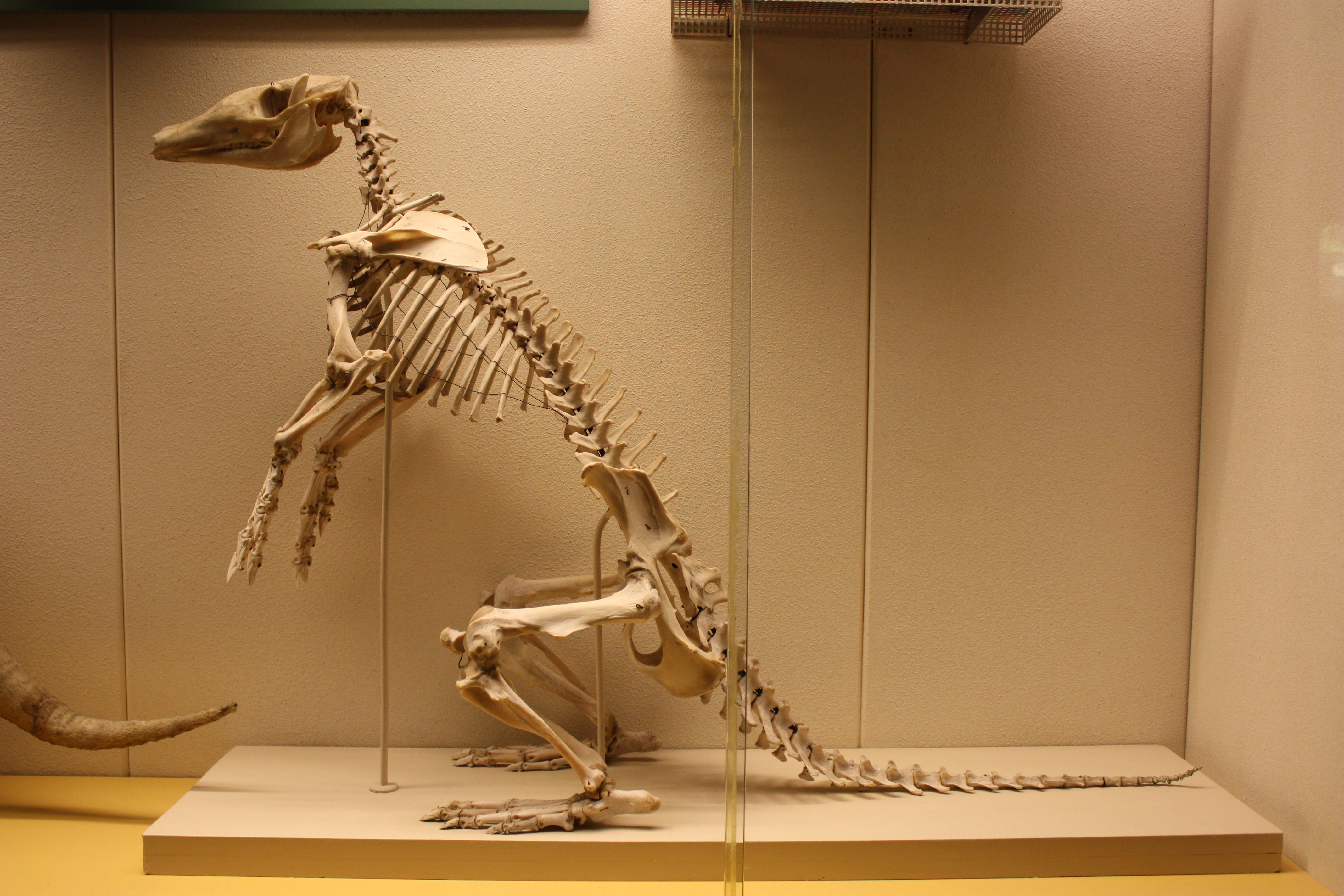
Squelette d'oryctérope

## Référence
- Lehmann, T. 2009 : Phylogeny and systematics of the Orycteropodidae (Mammalia, Tubulidentata). Zoological journal of the Linnean Society 155 pp 649-702.

### OrdreTubulidentata
- (en) Tree of Life Web Project : Tubulidentata
- (fr + en) ITIS : Tubulidentata  Huxley, 1872
- (en) Animal Diversity Web : Tubulidentata
- (en) NCBI : Tubulidentata (taxons inclus)

### FamilleOrycteropodidae
- (fr + en) ITIS : Orycteropodidae  Gray, 1821
- (en) Animal Diversity Web : Orycteropodidae
- (en) NCBI : Orycteropodidae (taxons inclus)
- (fr + en) CITES : famille Orycteropodidae (sur le site de l’UNEP-WCMC)